# Yan Giroux
Pour les articles homonymes, voir Giroux.
 (novembre 2018).
Si vous disposez d'ouvrages ou d'articles de référence ou si vous connaissez des sites web de qualité traitant du thème abordé ici, merci de compléter l'article en donnant les références utiles à sa vérifiabilité et en les liant à la section « Notes et références ».
Yan Giroux est un réalisateur québécois

## Biographie

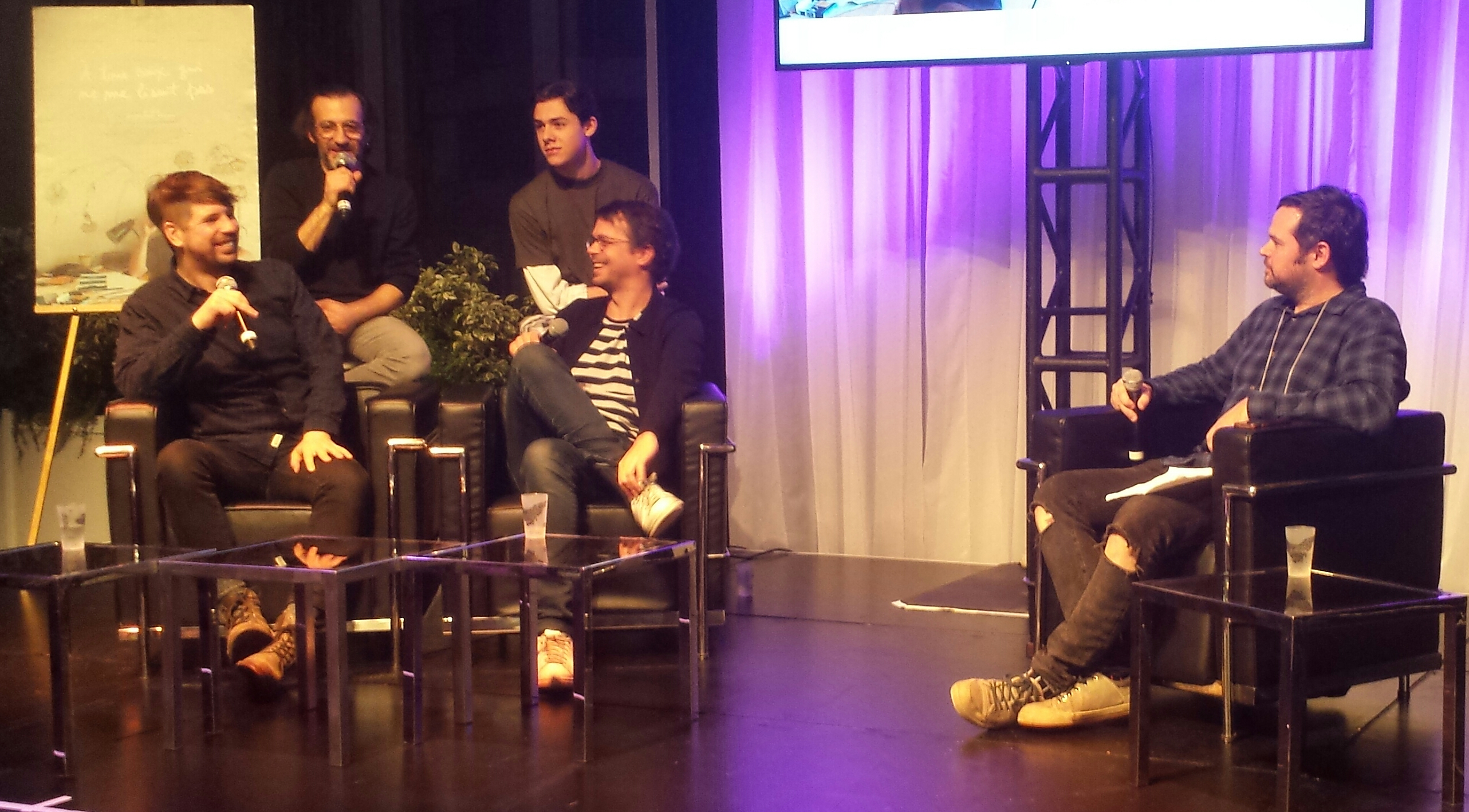
Sébastien Dulude, Yan Giroux, Guillaume Corbeil, Martin Dubreuil et Henri Picard au salon du livre de Montréal en 2018.

Yan Giroux a grandi à Bromptonville et a fait ses études à l'Université du Québec à Montréal.

## Filmographie

### Courts-métrages
- 2017 : Lost Paradise Lost
- 2014 : Mi niña mi vida
- 2012 : Voter, C'est Aussi Protéger Notre Démocratie
- 2011 : Surveillant
- 2010 : Juste deux minutes

### Longs-métrages
- 2018: À tous ceux qui ne me lisent pas